# Le regole del delitto perfetto
Le regole del delitto perfetto (How to Get Away with Murder) è una serie televisiva statunitense, trasmessa dalla ABC dal 25 settembre 2014 al 14 maggio 2020, per un totale di sei stagioni e novanta episodi. È stata creata da Peter Nowalk e prodotta da Shonda Rhimes, già produttrice di Grey's Anatomy e Scandal attraverso ABC Studios.
In Italia, la serie ha debuttato il 27 gennaio 2015 sul canale satellitare Fox; in chiaro, invece, i diritti per la messa in onda sono stati acquistati da Rai 2, che la trasmette dall'8 luglio 2016 con repliche sul canale Rai 4. Nella Svizzera italiana, la programmazione ha avuto inizio il 3 marzo 2015 tramite il canale italofono RSI LA1.
Incentrata sulle vicissitudini personali e professionali dell'avvocata e docente universitario di diritto penale Annalise Keating e delle relative implicazioni sulla sua cerchia di fedeli collaboratori e studenti, Le regole del delitto perfetto è stata acclamata dalla critica sin dal suo esordio. In particolare, sono state ampiamente apprezzate le interpretazioni della protagonista Viola Davis, che si è aggiudicata un Premio Emmy e due Screen Actors Guild Award, e di Cicely Tyson, il cui ruolo da guest star nel corso delle stagioni le ha garantito cinque candidature agli Emmy.

## Trama

### Prima stagione
La carismatica Annalise Keating, stimata avvocata e docente di diritto penale, insegna presso una prestigiosa università di Filadelfia, la Middleton University. Con la collaborazione di Wes Gibbins, Laurel Castillo, Michaela Pratt, Connor Walsh e Asher Millstone, i cosiddetti Keating Five, ovvero cinque studenti scelti per assisterla nei casi giudiziari, e dei suoi associati Bonnie Winterbottom e Frank Delfino, Annalise si ritrova a dover affrontare vari processi. Particolarmente rilevante è il caso di omicidio della studentessa Lila Stangard, coinvolta in una relazione con il marito di Annalise, Sam Keating, ed uccisa da Frank proprio per volere di Sam, al quale doveva un favore. La sera dell'annuale falò indetto dalla Middleton, Rebecca Sutter, ex migliore amica della ragazza uccisa ma anche cliente di Annalise sospettata dell'omicidio, collabora segretamente con il detective e amante di Annalise Nate Lahey e si introduce in casa Keating per recuperare delle prove dimostranti il coinvolgimento di Sam; l'uomo, nel tentativo di strangolarla per proteggere i propri segreti, viene colpito a morte da Wes che all'epoca aveva intrapreso una relazione con la Sutter. Wes, con l'aiuto di Connor, Michaela e Laurel, che erano presenti al momento dell'uccisione, e della stessa Annalise, provvede a nascondere il corpo e a coprire il delitto. In seguito, anche Rebecca viene uccisa nella cantina di Keating, dove era tenuta per paura che rivelasse alla polizia dell'omicidio di Sam.

### Seconda stagione
Dopo la morte di Rebecca, avvenuta per mano di Bonnie, lo studio legale di Annalise si ritrova a difendere i due fratelli Caleb e Catherine Hapstall dall'accusa di omicidio nei confronti dei loro genitori adottivi. Durante la lavorazione al caso, tuttavia, Wes collabora con il fratellastro di Rebecca al fine di ritrovare la ragazza scoprendo solo tempo dopo che questa in realtà è stata uccisa, Connor ed Oliver vivono una situazione sentimentalmente conflittuale ed Asher collabora con il procuratore Emily Sinclair incaricato di occuparsi del caso dell'omicidio di Sam. In seguito, però, la Sinclair viene uccisa dallo stesso Asher e il delitto viene coperto ancora una volta da Annalise che a tale scopo chiede agli studenti presenti in casa Hapstall di spararle ad una gamba, riuscendo a convincere solo Wes tramite una grave provocazione verbale, col risultato che questi, invece di colpirla alla gamba, mira al ventre, mettendone a rischio la vita. Annalise tuttavia si salva e, dopo aver superato la riabilitazione, ritorna a lavorare sul caso ed ha un confronto con Philip, il fratellastro dei due fratelli adottivi, il quale le consegna le prove che incastrano Caleb come il vero assassino. In seguito la donna scopre che l'incidente stradale che aveva provocato la perdita del bambino che aveva in grembo diversi anni prima era stato causato da Wallace Mahoney, di cui all'epoca era l'avvocato difensore, grazie alla complicità di Frank, coperto successivamente da Sam (a cui lo confessa in preda al rimorso per le conseguenze drammatiche della sua slealtà) e che è stato a causa di questo segreto fra i due che Frank ha ucciso Lila su mandato di Sam. 
Frank viene dunque invitato tramite Bonnie ad abbandonare Filadelfia. Wes, dopo aver scoperto una parte della verità sulla sua storia, incontra quello che Annalise le ha rivelato essere il suo padre biologico, Wallace Mahoney (per il quale in passato la madre di Wes aveva lavorato come signora delle pulizie e da cui Annalise crede sia stata violentata), giusto un attimo prima che Wallace venga freddato alla testa da un colpo di fucile.

### Terza stagione
Dopo la morte di Wallace Mahoney, provocata da Frank, tutti cercano di lasciarsi il passato alle spalle: Annalise intraprende un corso di consulenza legale pro bono, Oliver inizia a lavorare con Annalise e lascia Connor, le relazioni tra Michaela e Asher e Laurel e Wes progrediscono e Frank fugge via e lavora da lontano per rimediare agli errori commessi in passato. Poco tempo dopo, viene appiccato un grave incendio presso l'abitazione di Annalise. Quella stessa notte, Annalise aveva inviato a tutti i Keating Five un messaggio attraverso cui li invitava a incontrarsi presso casa sua. La persona rimasta uccisa è Wes mentre Laurel, l'unica del gruppo ad aver realmente rispettato la richiesta della professoressa, riesce a salvarsi. Dopo la morte del ragazzo, avvenuta in realtà prima dell'incendio per mano di un sicario, Annalise e Frank sono entrambi in carcere con l'accusa di incendio e omicidio, Laurel è provata dalla morte di Wes del quale è rimasta anche incinta e Connor ammette di aver tentato di rianimare Wes prima che l'incendio divampasse. Infine Annalise giunge ad un accordo col procuratore, incolpando Wes della morte di Sam e Rebecca, e viene scarcerata assieme a Frank; Oliver chiede a Connor di sposarlo; Asher e Michaela si innamorano e Laurel, che aveva intenzione di uccidere Charles Mahoney credendolo colpevole della morte di Wes, riconosce nel sicario responsabile della morte del ragazzo un amico di famiglia, essendo stato suo padre il mandante dell'omicidio.

### Quarta stagione
Annalise, per superare la propria dipendenza da alcol, inizia a frequentare il terapista Isaac Roa, congeda Bonnie e gli studenti e decide di intentare una class action contro il malfunzionante sistema giudiziario statunitense. Laurel, determinata ad incastratre il padre per l'omicidio di Wes, pianifica di sottrarre allo studio legale di Jorge, Caplan & Gold, dove Michaela viene assunta per il tirocinio, i file riguardanti la società di sua proprietà Antares con l'aiuto di Michaela, Frank, Oliver e Asher. La notte in cui decidono di attuare il piano, il compagno di corso dei Keating Four, Simon Drake, si spara accidentalmente alla testa con la pistola che Laurel aveva nella borsa, provocando l'arresto temporaneo di Asher, e Laurel partorisce prematuramente il proprio bambino. In seguito, Simon si risveglia dal coma ma Michaela ne provoca il rimpatrio in Pakistan e Bonnie e Frank scoprono che la madre di Laurel, Sandrine, ha ordinato al marito la morte di Wes, preoccupata che la volontà del ragazzo di costituirsi alla polizia potesse mettere a repentaglio l'entrata in borsa di Antares. Jorge dapprima ottiene la custodia esclusiva del piccolo Christopher, per poi essere arrestato dall'FBI grazie alla complicità dell'associata di Caplan & Gold Tegan Price e alle prove contenute nell'hard disk che Jorge aveva fatto sottrarre la notte della nascita di Christopher. A questo punto Laurel si ricongiunge col figlio e Annalise riesce a presentare la propria class action dinanzi alla Corte Suprema, che infine ne decreta una fondamentale vittoria. Parallelamente, mentre Oliver e Connor organizzano il loro matrimonio, Michaela ed Asher si separano dopo che questi è venuto a sapere di essere stato tradito e, presso la Middleton University, un giovane ragazzo di nome Gabriel Maddox cattura l'attenzione di Frank.

### Quinta stagione
Dopo il successo alla Corte Suprema, Annalise ritorna alla Middleton University per gestire un corso di tecniche processuali e seleziona alcuni studenti, tra cui i Keating Four ad eccezione di Asher, per farsi aiutare nella gestione dei casi dei querelanti della sua class action; parallelamente accetta un impiego presso Caplan & Gold e ottiene da Emmett Crawford, il nuovo socio dirigente dello studio, i finanziamenti necessari per ridiscutere i casi. Dopo aver dimostrato la non colpevolezza del padre di Nate, suo caso esemplare, l'uomo viene ucciso la notte in cui sarebbe dovuto esser trasferito in una clinica psichiatrica. Nate avvia personalmente delle indagini e, dal momento che la pista da lui seguita lo porta a credere che il mandante dell'omicidio sia stato il procuratore distrettuale Miller, nonché fidanzato di Bonnie, durante la festa di matrimonio di Connor e Oliver lo aggredisce fino a lasciarlo in fin di vita, prima che Bonnie lo soffochi e convinca Nate a sbarazzarsi del cadavere. Mentre si svolgono le indagini dell'FBI, Gabriel Maddox, il figlio che Sam aveva avuto con la prima moglie Vivian, rivela ad Annalise e ai Keating Four di essersi trasferito a Filadelfia per scoprire la verità circa la morte del padre. Bonnie ottiene maggiori chiarimenti circa il figlio avuto da giovane e Michaela si adopera al fine di ottenere informazioni sui propri genitori naturali. Frank e Annalise scoprono infine che l'omicidio di Nate Lahey Sr. è stato ordinato dalla governatrice della Pennsylvania Lynne Birkhead in collaborazione di Xavier Castillo, fratello di Laurel, con l'obiettivo congiunto di sabotare il progetto di Annalise; tuttavia concordano nel tacere la verità a tutti, eccetto Laurel, insieme a cui Annalise incontra Xavier e con il quale Annalise ha un duro confronto. Successivamente, mentre Emmett si trova in fin di vita dopo esser stato accusato pubblicamente dalla Birkhead dell'omicidio di Nate Lahey Sr., sia Laurel che suo figlio Christopher spariscono.

### Sesta stagione
Dopo la morte di Emmett e la scomparsa di Laurel e Christopher, Annalise subisce l'ennesima ricaduta e per questo motivo viene mandata in un centro di riabilitazione fuori città. Ritornata a Filadelfia, è chiamata ad affrontare l'ingombrante presenza di Gabriel e sua madre Vivian, ma soprattutto la frustrazione di Michaela per aver scoperto di essere la figlia biologica di Solomon Vick, un eminente uomo d'affari con cui Annalise aveva avuto una relazione in passato. Intanto, mentre Nate indaga autonomamente sui Castillo e la governatrice, Frank, nel tentativo di mettersi sulle tracce di Laurel, viene rapito e torturato da Xavier Castillo. Nate intraprende una causa civile con l'obiettivo di danneggiare la governatrice Birkhead, durante la quale inevitabilmente emerge la verità su Miller, provocando dunque l'inizio di una caccia all'uomo nei confronti di Xavier.
La notte prima della cerimonia di laurea dei ragazzi, Asher, la talpa che forniva segretamente informazioni ai federali nell'ambito della costruzione di un articolato caso incentrato su Annalise come unica accusata di tutti gli omicidi avvenuti a partire da quello di Sam, viene scoperto da Michaela, Connor, Oliver e anche da Bonnie e Frank; tuttavia, quella stessa notte, Asher viene ucciso all'interno della propria abitazione con l'attizzatoio proveniente dalla casa di Connor e Michaela da Sara Gordon, che lavora per i Castillo e la governatrice e che riesce ad insidiarsi all'interno delle indagini condotte dai federali spacciandosi per l'agente Denise Pollock. In virtù di ciò, sia Connor che Michaela vengono arrestati e in seguito costretti ad accettare di firmare un accordo di immunità in cambio del loro rilascio mentre Annalise, che aveva lasciato il Paese grazie all'aiuto di Solomon, viene localizzata e riportata a Filadelfia dagli agenti di polizia a seguito di una soffiata dello stesso Solomon.
Frank rintraccia e rapisce Xavier mentre Nate, dopo avergli estorto la verità relativa alla morte di suo padre, lo uccide servendosi della sua morte come pretesto per persuadere, senza successo, il padre Jorge a testimoniare contro la governatrice Birkhead. Durante la preparazione al processo, Annalise, aiutata da Bonnie, Frank e Tegan, viene a sapere della relazione incestuosa intrapresa in passato da Sam insieme alla sorella Hannah, da cui è nato Frank; il diretto interessato, inizialmente inconsapevole della verità, viene messo al corrente da Bonnie e poco dopo Hannah muore e il caso viene archiviato come suicidio. Il processo contro Annalise ha inizio e comporta le testimonianze di Nate, Connor, Michaela e Laurel, quest'ultima fuggita insieme al piccolo Christopher grazie all'aiuto di Tegan. Se Connor e Michaela si attengono a quanto concordato con l'FBI, Laurel e Nate cambiano idea all'ultimo minuto schierandosi dalla parte di Annalise; Gabriel, che invece era stato convocato in qualità di testimone a sorpresa, viene indotto da Frank ad abbandonare definitivamente Filadelfia. Inoltre, Frank si procura la prova che dimostra la complicità di sua madre Hannah con i Castillo e la Birkhead per poi consegnarla ad Annalise, così come Nate le fornisce la testimonianza di Wes contenuta in una cassetta di sicurezza che Nate aveva sottratto a Xavier. Grazie a questi risvolti, Annalise ottiene un verdetto di non colpevolezza da tutti i reati per cui era accusata; al termine del processo, Jorge viene ucciso da alcuni carcerati mandati da Tegan per volere di Laurel mentre Connor, l'unico tra i testimoni ad aver firmato con i federali un accordo di immunità che prevede un periodo di detenzione, viene arrestato e chiede il divorzio da Oliver. Durante la conferenza stampa al di fuori del tribunale, Frank spara alla governatrice innescando una sparatoria che ne provoca la sua morte e quella di Bonnie, che viene colpita accidentalmente.
A diversi anni di distanza, si sta svolgendo il funerale di un'Annalise ormai anziana. Eve Rothlo, il primo amore di Annalise, pronuncia un elogio funebre per omaggiarla, alla presenza di Laurel, suo figlio Christopher, e Connor e Oliver, infine rimasti insieme; Michaela, dopo aver archiviato quella parentesi della sua vita, riesce a costruirsi una brillante carriera da giudice e non prende parte alla cerimonia, mentre Nate utilizza i venti milioni di dollari ottenuti grazie alla testimonianza fornita in tribunale per costruire un centro di assistenza per le famiglie dei carcerati in onore di suo padre. Ancora dopo, Christopher Castillo diventa docente di diritto penale presso la Middleton University, decidendo in tal modo di onorare la sua mentore e ripercorrerne le orme.

## Episodi
| Stagione         | Episodi | Prima TV originale | Prima TV Italia |
| ---------------- | ------- | ------------------ | --------------- |
| Prima stagione   | 15      | 2014-2015          | 2015            |
| Seconda stagione | 15      | 2015-2016          | 2016            |
| Terza stagione   | 15      | 2016-2017          | 2016-2017       |
| Quarta stagione  | 15      | 2017-2018          | 2017-2018       |
| Quinta stagione  | 15      | 2018-2019          | 2019            |
| Sesta stagione   | 15      | 2019-2020          | 2019-2020       |

## Personaggi e interpreti

### Personaggi principali
- Annalise Keating (stagioni 1-6), interpretata da Viola Davis e doppiata da Laura Romano.
È una rinomata avvocato difensore e docente di diritto penale presso la Middleton University. Dopo aver selezionato Michaela Pratt, Connor Walsh, Laurel Castillo e Asher Millstone per lavorare con lei, sceglie anche Wes Gibbins, istituendo così il Keating Five. Da subito instaura un rapporto di confidenza con Wes, che la convince ad essere l'avvocatessa difenditrice di Rebecca Sutter nel processo per l'omicidio di Lila Stangard. Decide di coprire i ragazzi e nascondere l'omicidio di suo marito Sam, ucciso proprio da Wes. Fortemente legata con il passato di quest'ultimo, scopre che Frank è coinvolto nell'incidente automobilistico nel quale perse il bambino che aspettava.
- Nate Lahey (stagioni 1-6), interpretato da Billy Brown e doppiato da Fabio Boccanera.
Detective di Filadelfia e amante di Annalise, cerca di dimostrare il coinvolgimento di Sam nell'omicidio Lila Stangard, arrivando ad allearsi anche con Rebecca. Dopo una lunga relazione con Annalise, rompe con quest'ultima, non riuscendo a conciliarsi con il carattere complicato della donna.
- Wes Gibbins, (stagioni 1-3, guest star stagione 4), interpretato da Alfred Enoch e doppiato da Emanuele Ruzza.
Studente di legge dal passato travagliato, entrato a far parte della classe di Annalise grazie ad un ripescaggio dalla lista di attesa. Nonostante l'attrazione per Laurel Castillo, che ritiene però fuori dalla sua portata, inizia una relazione amorosa con la sua vicina di casa, Rebecca Sutter: tenta di tutto per scagionarla dalle accuse e per difenderla. Instaura poi un rapporto amoroso con Meggy, ma riemergono i suoi sentimenti per Laurel. Nasconde uno scioccante segreto che lo lega ad Annalise. Viene ucciso poco prima dell'incendio avvenuto in casa Keating.
- Connor Walsh (stagioni 1-6), interpretato da Jack Falahee e doppiato da Flavio Aquilone.
Sfacciato studente della professoressa Keating, pronto a tutto pur di raggiungere i propri obiettivi, non ha paura di usare tutte le sue armi, compreso il corpo. Inizia poi una relazione stabile con Oliver Hampton.
- Rebecca Sutter (stagione 1, guest star stagione 2), interpretata da Katie Findlay e doppiata da Rossa Caputo.
Studentessa e spacciatrice, fidanzata di Wes Gibbins. Viene accusata dell'omicidio di Lila Stangard, ma scagionata grazie ad Annalise. Viene poi uccisa da Bonnie e fatta credere scomparsa.
- Michaela Pratt (stagioni 1-6), interpretata da Aja Naomi King e doppiata da Erica Necci.
Ambiziosa studentessa in procinto di sposarsi. È la più dedita allo studio ed al rispetto delle regole, e prova costantemente a diventare la migliore. Ha diverse relazioni, tra cui quelle con Caleb Hapstall e poi col collega Asher Millstone, che inizialmente non considera suo fidanzato.
- Asher Millstone (stagioni 1-6), interpretato da Matt McGorry e doppiato da Edoardo Stoppacciaro.
Figlio di un noto giudice, è anch'egli parte dei Keating Five, ma non è coinvolto nell'omicidio di Sam. Ha inizialmente una relazione con Bonnie, per poi frequentare Michaela, con la quale, dopo un travagliato inizio, instaura una relazione stabile. È l'assassino della procuratrice Emily Sinclair e da quel momento viene coinvolto nelle questioni riguardanti lo studio legale di Annalise e i suoi componenti. Viene ucciso nella sesta stagione da un membro dell'FBI.
- Laurel Castillo (stagioni 1-5, ricorrente stagione 6), interpretata da Karla Souza e doppiata da Elena Perino.
Studentessa brillante ed idealista, di origine messicana, entra nei Keating Five perché voluta da Frank. Ha una relazione proprio con quest'ultimo, messa però poi a repentaglio dalle rivelazioni dell'uomo. Chiuso il capitolo Frank, si accorge delle attenzioni di Wes Gibbins, del quale rimane incinta. Anche questa relazione viene troncata dopo la morte di Wes, causata indirettamente dal padre di Laurel.
- Frank Delfino (stagioni 1-6) e interpretato da Charlie Weber e doppiato da Niseem Onorato.
Associato di Annalise, non è un avvocato ma gestisce incarichi speciali che richiedono discrezione. Frank ha avuto diverse relazioni con altre studentesse in passato, ma comincia a nutrire veri sentimenti nei confronti di Laurel. Successivamente, è costretto a sparire, perché Annalise scopre che lui è in qualche modo collegato al suo triste passato; mantiene però i rapporti con Bonnie e fa di tutto per tornare a casa. Col tempo emergerà una scioccante verità sul suo passato.
- Bonnie Winterbottom (stagioni 1-6), interpretata da Liza Weil e doppiata da Letizia Scifoni.
Fedele e devota collaboratrice di Annalise, pronta a fare carte false per raggiungere propri fini, tanto da uccidere Rebecca Sutter. In passato affezionata a Sam, nonostante fosse il marito di Annalise, inizia una relazione turbolenta con Asher, il quale le attribuisce affettuosamente il soprannome "BonBon". Dopo aver troncato con lui, emergono i suoi sentimenti per Frank, ancora non molto chiari. Il passato di Bonnie è tormentato da un terribile segreto che solo in pochi sanno. Morirà alla fine della sesta stagione, a causa di una sparatoria davanti al tribunale.
- Oliver Hampton (stagioni 3-6, ricorrente stagioni 1-2), interpretato da Conrad Ricamora e doppiato da Leonardo Graziano.
Hacker informatico che ha una relazione con Connor. Dopo aver scoperto di essere affetto da HIV, inizia a lavorare per Annalise nonostante Connor sia contrario. Si sposa con Connor.
- Tegan Price (stagioni 5-6, ricorrente stagione 4), interpretata da Amirah Vann e doppiata da Barbara Villa.
Avvocatessa intelligente, sofisticata e carismatica della Caplan & Gold che crede nella professionalità e nel futuro legale di Michaela. Lei, Michaela stessa ed Annalise collaborano, nel corso della quarta stagione, per aiutare la trattativa di Soraya Hargrove con il suo ex marito riguardo alla custodia dei loro figli.
- Gabriel Maddox (stagioni 5-6, guest star stagione 4), interpretato da Rome Flynn e doppiato da Manuel Meli.
Ragazzo misterioso appena iscrittosi alla Middleton University che cattura l'attenzione di Frank nel finale della quarta stagione. È uno studente ambizioso e sicuro di sé che riesce ad entrare nella causa legale di Annalise all'inizio della quinta stagione sebbene sia solo uno studente del secondo anno di Legge; lavorerà successivamente anche per la Caplan & Gold insieme ai Keating 4. Frank lo spia quotidianamente per via del suo atteggiamento molto sospetto.
- Emmett Crawford (stagione 5), interpretato da Timothy Hutton e doppiato da Angelo Maggi.
Socio amministratore della Caplan & Gold che assume Annalise per lavorare a fianco della sua azienda. Il suo compito è quello di assicurarsi che la sua azienda non subisca ulteriori battute d'arresto in seguito all'arresto di Jorge Castillo. Precedentemente il suo posto era a Londra, ma è stato trasferito in America, secondo alcune voci, per cattiva condotta.

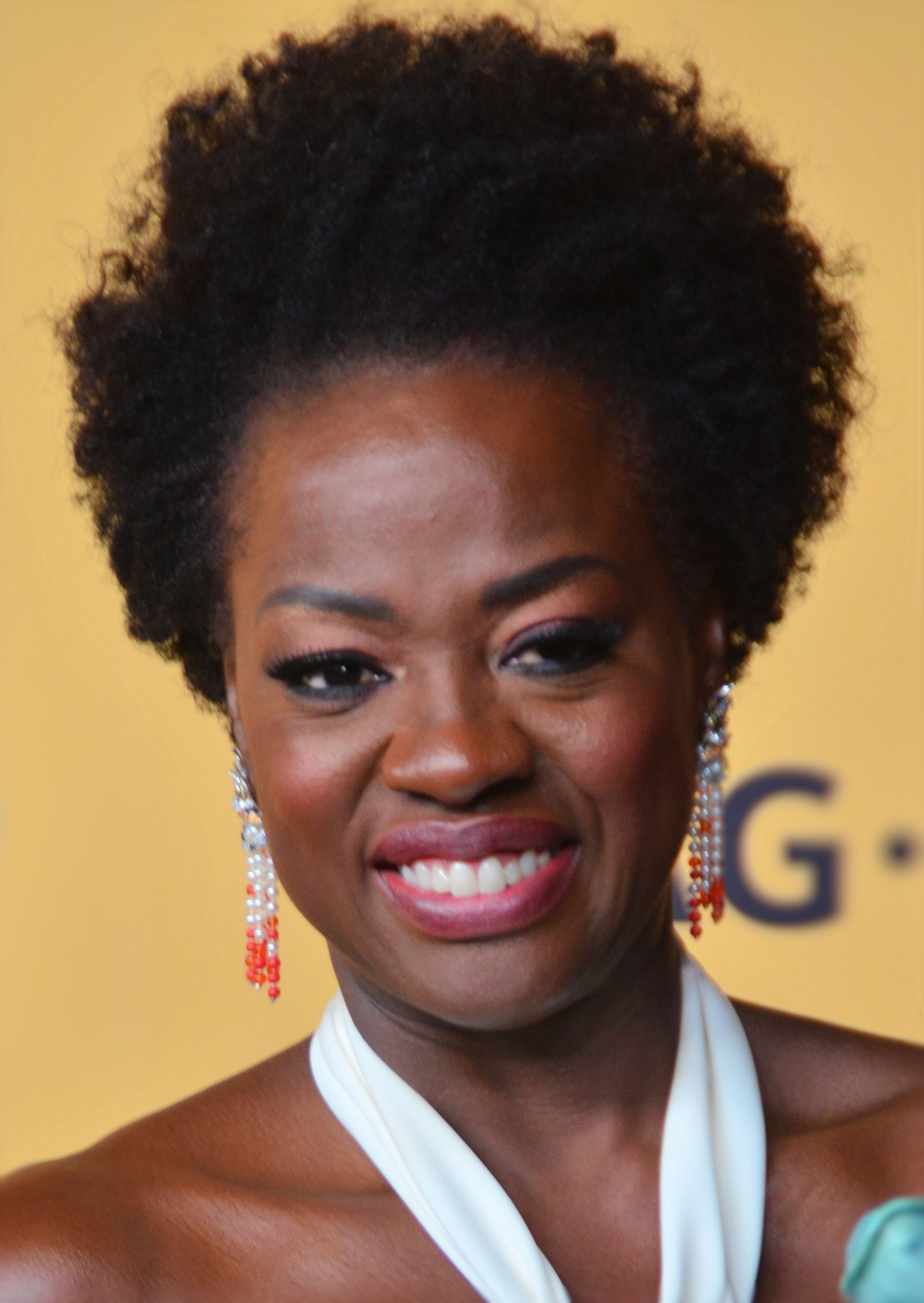
Viola Davis interpreta Annalise Keating.
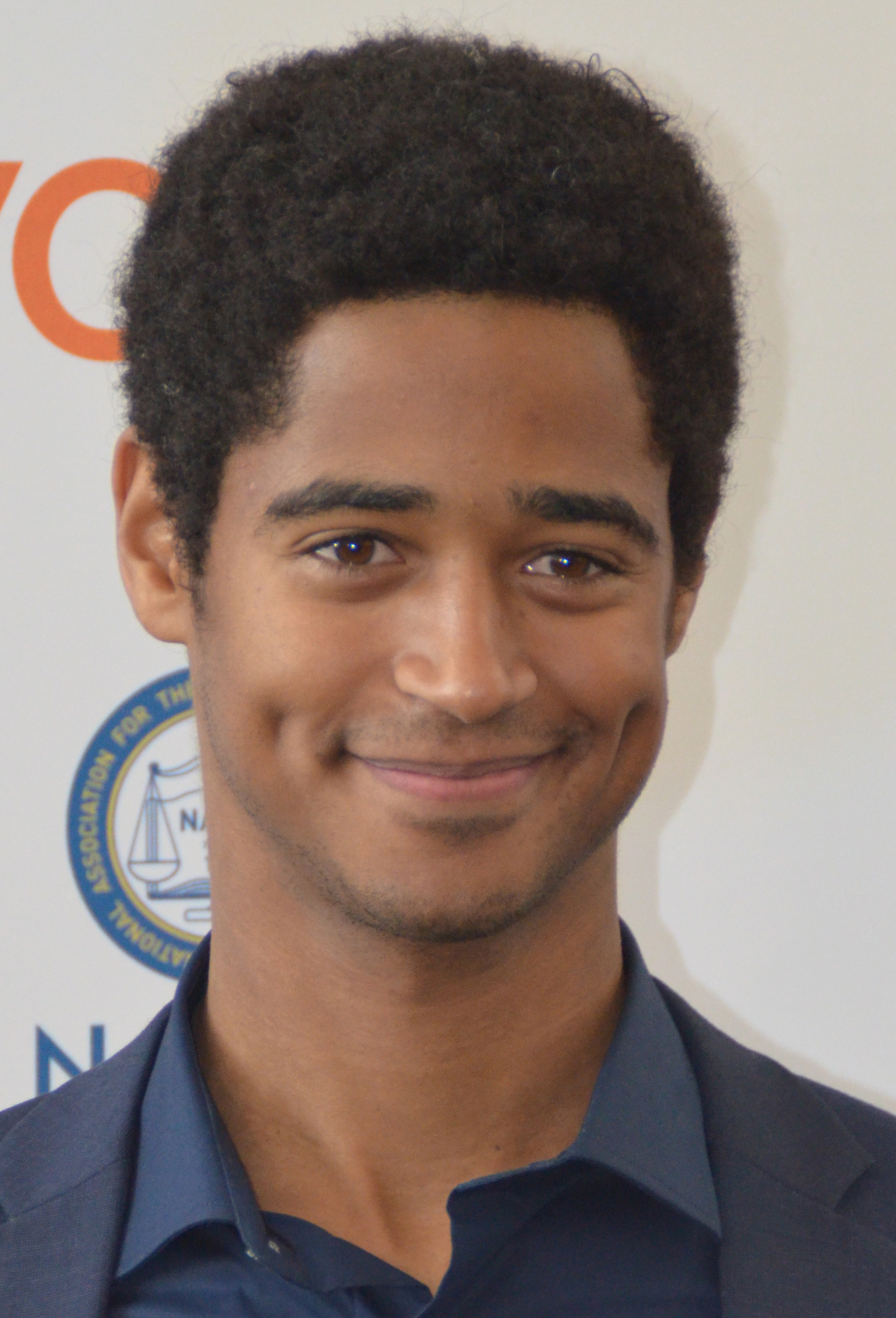
Alfred Enoch interpreta Wes Gibbins.
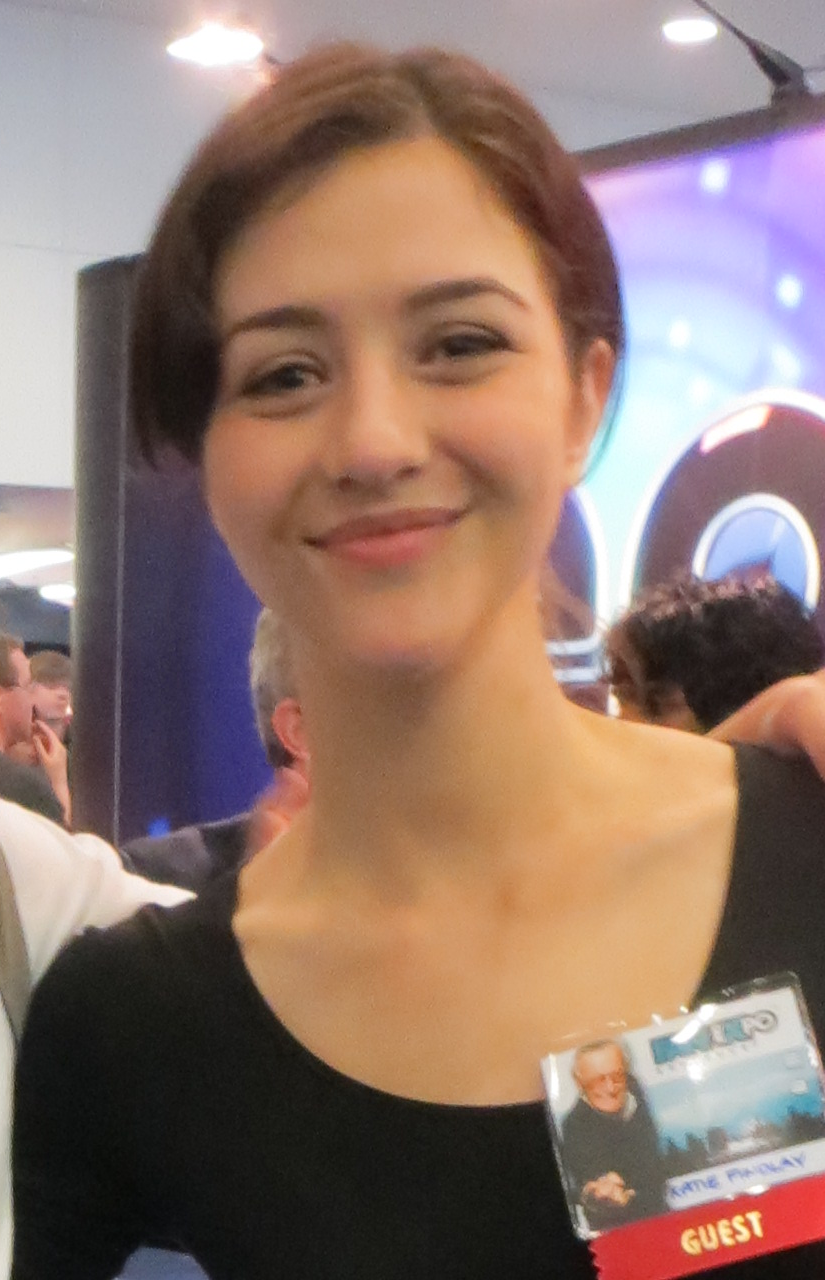
Katie Findlay interpreta Rebecca Sutter.
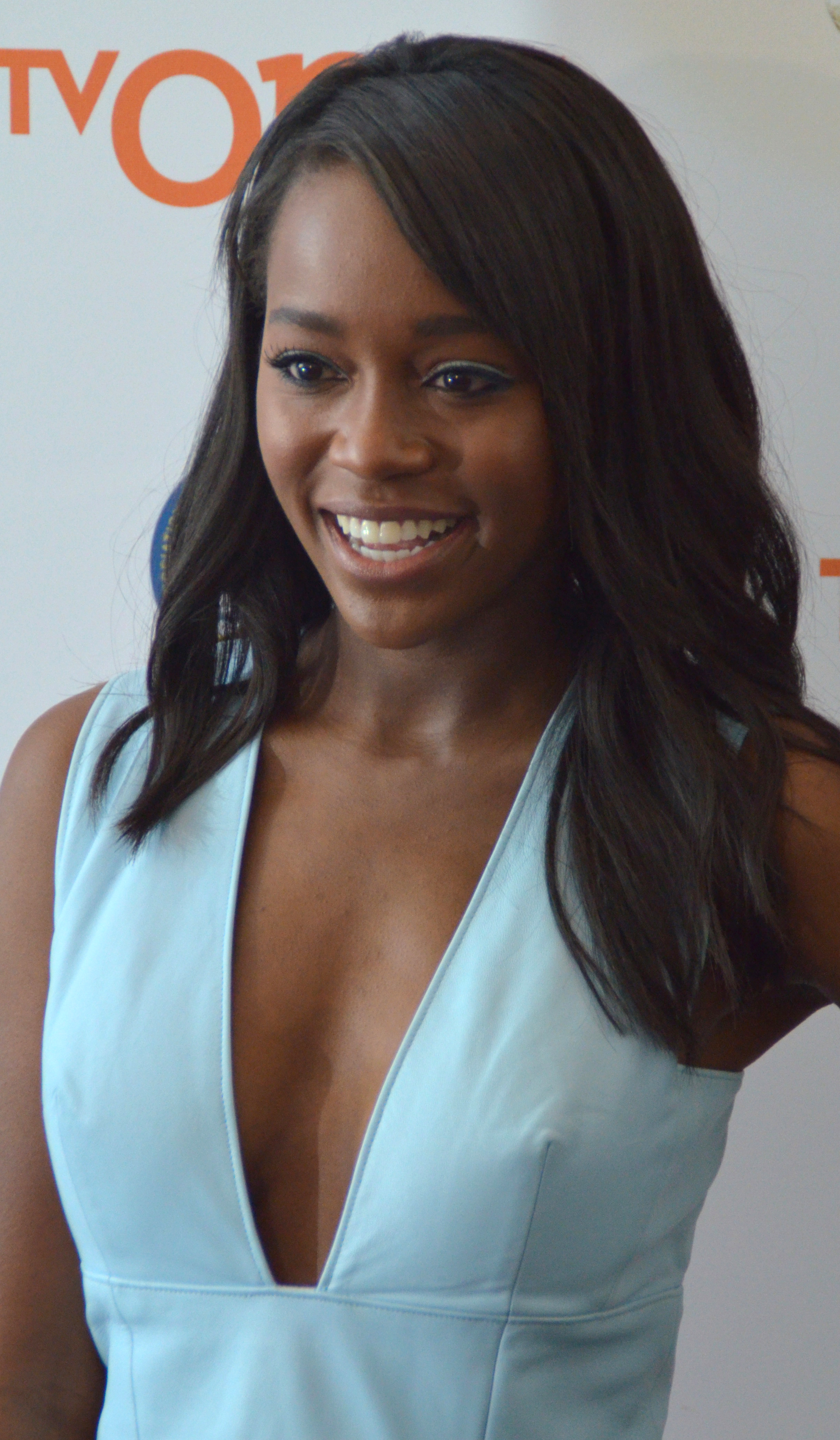
Aja Naomi King interpreta Michaela Pratt.
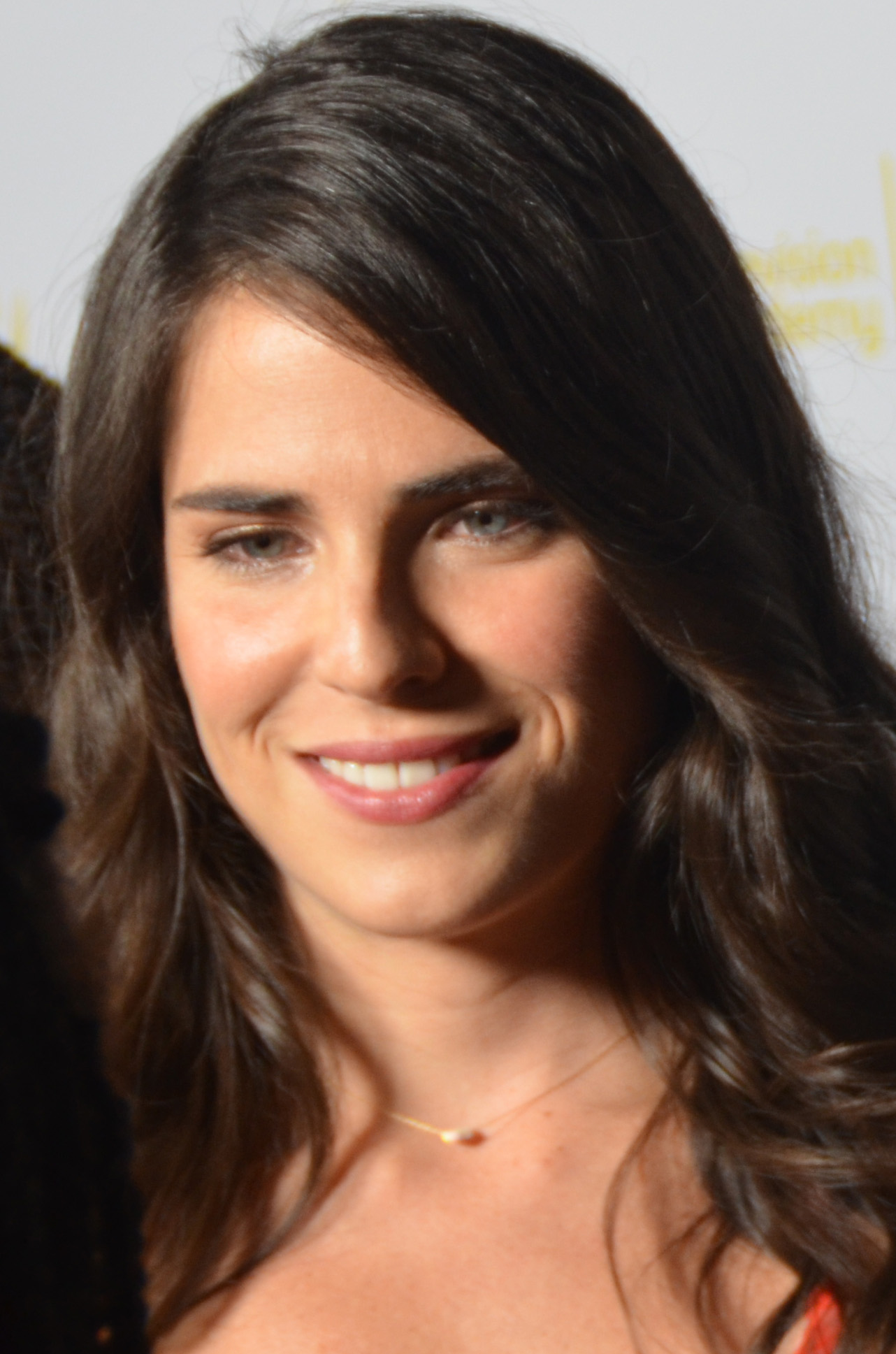
Karla Souza interpreta Laurel Castillo.
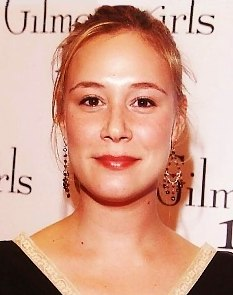
Liza Weil interpreta Bonnie Winterbottom.
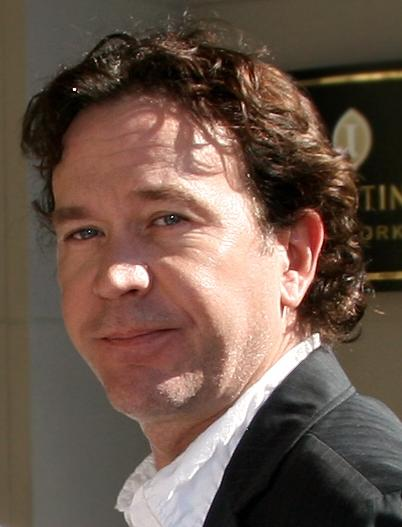
Timothy Hutton interpreta Emmett Crawford.

### Personaggi secondari
- Sam Keating (stagioni 1) (ricorrente stagione 2-6), interpretato da Tom Verica e doppiato da Stefano Benassi.
Marito di Annalise, professore di psicologia ed amante di Lila. Viene ucciso da Wes Gibbins. Condivide un importante segreto con Frank Delfino.
- Lila Stangard (stagione 1), interpretato da Megan West e doppiata da Roisin Nicosia.
Studentessa, amica di Rebecca ed amante di Sam, che ordina a Frank di uccidere.
- Wendy Parks (stagione 1), interpretata da Alysia Reiner e doppiata da Giuppy Izzo.
Procuratrice che si schiera contro Annalise nel caso Stangard.
- Griffin O'Reilly (stagione 1), interpretato da Lenny Platt e doppiato da Raffaele Carpentieri.
Quarterback e fidanzato di Lila Stangard, che ha tradito andando a letto con Rebecca.
- Aiden Walker (stagione 1), interpretato da Elliot Knight e doppiato da Francesco Venditti.
Iniziale fidanzato di Michaela, aspirante a prestigiose posizioni politiche. Si pensa avere tendenze omosessuali.
- Kan (stagione 1), interpretato da Arjun Gupta e doppiato da Andrea Mete.
Un avvocato di gratuito patrocinio e inizialmente ragazzo di Laurel.
- Hannah Keating (stagione 1, guest star stagione 6), interpretata da Marcia Gay Harden e doppiata da Chiara Salerno (edizione Fox) e da Cristiana Lionello (edizione Rai 2).
Psicologa e sorella di Sam Keating, che sospetta di Annalise.
- Ophelia Harkness (stagioni 1-6), interpretata da Cicely Tyson e doppiata da Graziella Polesinanti.
L'anziana madre di Annalise.
- William Millstone (stagione 2, guest star stagione 1), interpretato da John Posey e doppiato da Enzo Avolio.
Padre di Asher e giudice corrotto, si toglie la vita impiccandosi.
- Emily Sinclair (stagione 2, guest star stagione 1), interpretata da Sarah Burns e doppiata da Sara Ferranti.
Procuratrice nel caso dei fratelli Hapstall, viene uccisa da Asher.
- Todd Denver (stagioni 2-4), interpretato da Benito Martinez e doppiato da Alberto Angrisano.
Procuratore distrettuale del tribunale di Filadelfia incaricato di diversi casi in aula per andare contro Annalise.
- Eve Rothlo (stagione 2; guest star stagioni 3, 5-6), interpretata da Famke Janssen e doppiata da Laura Boccanera.
Avvocatessa penalista di successo che ha avuto una relazione con Annalise, viene chiamata proprio da quest'ultima per difendere Nate al suo processo.
- Wallace Mahoney (stagione 2), interpretato da Adam Arkin e doppiato da Saverio Indrio.
Avvocato, uomo senza scrupoli e disposto a tutto pur di vincere la causa che accusa il figlio legittimo di omicidio. Viene ucciso da Frank.
- Silvia Mahoney (stagione 2-3), interpretata da Roxanne Hart e doppiata da Cristina Piras.
Moglie di Wallace Mahoney e madre di Charles Mahoney, rivela ad Annalise che il padre di Wes non è suo marito, bensì suo figlio.
- Charles Mahoney (stagione 2-3), interpretato da Wilson Bethel e doppiato da Stefano Sperduti.
Figlio di Wallace e Sylvia Mahoney, è il padre biologico di Wes, nato da uno stupro.
- Rose Edmond (stagione 2, guest star stagione 3), interpretata da Kelsey Scott e doppiata da Francesca Manicone.
Madre di Wes, coinvolta in un processo giuridico da Annalise in passato. Si suicida e viene trovata morta proprio dal figlio.
- Caleb Hapstall (stagione 2), interpretato da Kendrick Sampson e doppiato da David Chevalier.
Cliente di Annalise, insieme a sua sorella Catherine è stato accusato di aver ucciso i suoi ricchi genitori adottivi. Si rivela colpevole.
- Catherine Hapstall (stagione 2), interpretata da Amy Okuda e doppiata da Isabella Benassi.
Cliente di Annalise, insieme a suo fratello Caleb è stata accusata di aver ucciso i suoi ricchi genitori adottivi. Si rivela innocente.
- Levi Wescott (stagione 2), interpretato da Matt Cohen e doppiato da Marco Vivio.
Fratello adottivo di Rebecca, arriva a Filadelfia per trovare la sorella scomparsa. Ha una breve relazione con Michaela.
- Philip Jessup (stagione 2), interpretato da Jefferson White e doppiato da Davide Perino.
Cugino e fratellastro di Catherine e Caleb, inizialmente considerato colpevole della morte degli zii.
- Simon Drake (stagioni 3-4), interpretato da Behzad Dabu e doppiato da Alessandro Germano.
Nuovo studente di Annalise, riservato e molto sospetto agli occhi di Wes, Laurel, Connor, Asher e Michaela per i suoi comportamenti ambigui. Durante la festa organizzata alla Caplan & Gold per la resa pubblica di Antares, sorprende Oliver, Asher, Laurel e Michaela rubare un disco rigido dalla sala informatica e, con la pistola di Laurel che quest'ultima portato all'evento, si spara un colpo di pistola involontario alla testa. Viene portato subito in ospedale e Asher dice ai suoi compagni che è ancora vivo.
- Soraya Hargrove (stagione 3, guest star stagione 4), interpretata da Lauren Vélez e doppiata da Antonella Alessandro.
Rettrice della Middleton University di Filadelfia che stringe un'amicizia, formata da alti e bassi, con Annalise.
- Jasmine (stagione 3, guest star stagione 4), interpretata da L. Scott Caldwell e doppiata da Aurora Cancian.
Detenuta che Annalise conosce in carcere quando viene arrestata e che aiuterà successivamente in uno dei suoi casi quando sarà scagionata. Viene trovata morta per overdose in un vicolo di Filadelfia subito dopo il suo rilascio.
- Meggy Travers (stagione 3), interpretata da Corbin Reid e doppiata da Giorgia Brasini.
Ex ragazza di Wes, dolce e cordiale con tutti, tirocinante medico all'ospedale di Filadelfia.
- Renee Atwood (stagione 3), interpretata da Milauna Jackson e doppiata da Nunzia Di Somma.
Procuratrice che inizia una relazione con Nate, pronta a tutto pur di distruggere Annalise.
- Thomas (stagione 3), interpretato da Matthew Risch e doppiato da Marco Giansante.
Ragazzo gay trovato da Oliver su un sito di incontri, il quale esce prima con quest'ultimo per poi lasciarlo per andare a letto con Connor, conoscendo il ragazzo sullo stesso sito.
- John Mumford (stagione 3), interpretato da Dameon Clarke e doppiato da Andrea Lavagnino.
Primo detective della polizia di Filadelfia che indaga sull'incendio appiccatosi misteriosamente a casa di Annalise.
- Brianna Davis (stagione 3), interpretata da Gloria Garayua e doppiata da Alessandra Pagnotta.
Seconda detective della polizia di Filadelfia che indaga sull'incendio appiccatosi misteriosamente a casa di Annalise.
- Trishelle Pratt (stagione 3), interpretata da Brett Butler.
Madre adottiva di Michaela, con la quale non ha un bel rapporto.
- Jorge Castillo (stagioni 3-4, 6; guest star stagione 1), interpretato da José Zúñiga (st. 1) e da Esai Morales (st. 3-4, 6) e doppiato da Enrico Di Troia.
È il padre di Laurel. Nella terza stagione uccide Wes usando Dominic, un presunto sicario, vecchio amico di famiglia.
- Dominic (stagione 4, guest star stagione 3), interpretato da Nicholas Gonzalez e doppiato da Francesco Venditti.
Amico della famiglia di Laurel, è l'assassino di Wes su ordine del padre della ragazza. È stato innamorato di Laurel in passato. Viene ucciso da Frank per evitare che venisse fatto del male ad Oliver.
- Isaac Roa (stagione 4), interpretato da Jimmy Smits e doppiato da Fabrizio Pucci.
Psichiatra di Annalise con cui quest'ultima affronta le sue problematiche dovute all'alcool.
- Jacqueline Roa (stagione 4), interpretata da Kathryn Erbe e doppiata da Chiara Salerno.
Ex moglie e psicologa di Isaac Roa, psichiatra di Annalise.
- Sandrine Castillo (stagione 4, guest star stagione 1), interpretata da Lolita Davidovich e doppiata da Anne Marie Sanchez.
La madre di Laurel che testimonia al processo contro il suo ex-marito in favore della figlia. È instabile di mente, visti i suoi trascorsi rinchiusa in vari istituti psichiatrici, ragion per cui non ha potuto badare a Laurel quando quest'ultima era piccola. Si scopre che conosceva Wes e che, il giorno prima della morte di quest'ultimo, i due avevano un appuntamento.
- Ronald Miller (stagioni 4-5), interpretato da John Hensley e doppiato da Emiliano Coltorti.
Assistente procuratore generale, collega di Bonnie, che lavora presso l'ufficio del procuratore distrettuale.
- Nate Lahey, Sr. (stagioni 4-5), interpretato da Glynn Turman e doppiato da Ennio Coltorti.
Il padre di Nate che si trova in prigione con accusa di omicidio. Annalise decide di fare di lui il volto per la sua class action davanti alla Corte Suprema degli Stati Uniti d'America.
- Claire Telesco (stagione 5, guest star stagione 4), interpretata da Melinda Page Hamilton e doppiata da Franca D'Amato.
Detective dell'FBI che indaga sui crimini commessi dai protagonisti nell'operazione Falò.
- Julie Winterbottom, (stagione 5), interpretata da Elizabeth Morton e doppiata da Tiziana Avarista.
Sorella di Bonnie.
- Theresa Hoff (stagione 5), interpretata da Tamberla Perry e doppiata da Carmen Iovine.
Analista del DNA nonché nuovo interesse amoroso di Nate, a cui chiede aiuto quando cerca di rintracciare il presunto figlio vivo di Bonnie.
- Rhonda Navarro (stagione 5, guest star stagione 6), interpretata da Jessica Marie Garcia e doppiata da Letizia Ciampa.
Studentessa della Middleton University scelta da Annalise per continuare a risolvere i suoi casi della class action.
- Lynne Birkhead (stagioni 5-6), interpretata da Laura Innes e doppiata da Valeria Perilli.
Governatrice dello stato della Pennsylvania.
- Kent Langford (stagioni 5-6), interpretato da William R. Moses e doppiato da Antonio Sanna.
Agente dell'FBI che subentra alla Telesco per gestire l'operazione Falò e per indagare sui K4.
- Xavier Castillo (stagione 6, guest star stagione 5), interpretato da Gerardo Celasco e doppiato da Gabriele Lopez.
Fratello di Laurel. In combutta con la governatrice Birkhead, pianifica l’omicidio di Nate Lahey Sr. e il rapimento di Laurel.
- Vivian Maddox (stagione 6), interpretata da Marsha Stephanie Blake.
Madre di Gabriel e prima moglie di Sam.
- Solomon Vick (stagione 6), interpretato da Roy Campbell.
Padre di Michaela. In passato ebbe una relazione con Annalise.
- Chloe Millstone (stagione 6), interpretata da Kelen Coleman e doppiata da Gemma Donati.
Sorella di Asher.

## Produzione

### Concezione e sviluppo
Il 19 agosto 2013, l'emittente televisiva statunitense ABC acquistò il progetto, prodotto da Shonda Rhimes e Betsy Beers, dalla compagnia fondata da Rhimes ShondaLand. Nel successivo mese di dicembre, la stessa ABC commissionò la realizzazione di un episodio pilota, scritto da uno dei produttori e supervisori della serie Grey's Anatomy Peter Nowalk. L'8 maggio 2014 l'emittente decise di inserire la serie nel palinsesto della stagione televisiva 2014-2015, annunciando contemporaneamente che ogni stagione avrebbe avuto un numero limitato di quindici episodi, dovuto alla trattativa per avere Viola Davis nel cast. Il 9 ottobre 2014, l'ABC annuncia che la prima stagione sarebbe stata divisa in due parti: i primi nove episodi vengono mandati in onda tra settembre e novembre dello stesso anno, i restanti a partire dal gennaio 2015. Nel maggio 2015 la serie è stata ufficialmente rinnovata per una seconda stagione trasmessa dal 24 settembre dello stesso anno. Il rinnovo della serie era già stato confermato nel mese di gennaio da Viola Davis dopo aver completato le riprese della prima stagione ed anticipato da un video promozionale trasmesso subito dopo la trasmissione dell'ultimo episodio della prima stagione.
Il 3 marzo 2016 la serie è stata rinnovata per una terza stagione, la cui produzione è iniziata a partire dal 26 maggio dello stesso anno e le riprese nel successivo mese di luglio. È stata inoltre rinnovata per una quarta stagione il 10 febbraio 2017. Il tredicesimo episodio di questa stagione rappresenta la seconda e ultima parte di un crossover con la serie Scandal, iniziato con il dodicesimo episodio della settima stagione di quest'ultima; la realizzazione del crossover era stata annunciata ufficialmente il 3 gennaio 2018, in seguito alla diffusione di alcune foto ritraenti Viola Davis e Kerry Washington (la protagonista di Scandal) insieme sul set. Il successivo 12 maggio, viene rinnovata per una quinta stagione.
Il 10 maggio 2019 la serie viene rinnovata anche per una sesta stagione. Due mesi dopo, a luglio, viene ufficializzato che la sesta stagione sarebbe stata l'ultima prodotta. L'episodio finale viene trasmesso negli Stati Uniti d'America il 14 maggio 2020.

### Casting
Il 21 gennaio 2014, Matt McGorry fu il primo membro del cast ad essere annunciato, seguito subito dopo, tra febbraio e marzo dello stesso anno, da Aja Naomi King, Jack Falahee, Alfred Enoch e Karla Souza nei rispettivi ruolo degli studenti di legge Asher, Michaela, Connor, Wes e Laurel; parallelamente, Katie Findlay si aggiunse al cast nel ruolo di Rebecca e Liza Weil e Charlie Weber vennero scelti per interpretare i collaboratori di Annalise Keating, protagonista della serie interpretata da Viola Davis, il cui ruolo venne annunciato da Shonda Rhimes in persona il 25 febbraio. Billy Brown e Tom Verica vennero rispettivamente ingaggiati per interpretare rispettivamente l'amante e il marito della Keating. Per quanto riguarda gli attori scelti come guest star principali per la prima stagione, Marcia Gay Harden e Cicely Tyson sono state ufficialmente ingaggiate tra i mesi di novembre e dicembre 2014.
Nel luglio 2015 venne rivelato che la seconda stagione della serie avrebbe introdotto diversi nuovi personaggi ricorrenti: Kendrick Sampson, noto per aver precedentemente partecipato alla serie The Vampire Diaries, e Famke Janssen furono scritturati nelle successive due settimane e i loro personaggi apparirono per la prima volta durante la trasmissione del primo episodio della seconda stagione. Tra i mesi di agosto e settembre, venne svelato l'ingresso al cast degli attori Matt Cohen, Amy Okuda e Sherri Saum. Il 14 gennaio 2016, Wilson Bethel, Adam Arkin e Roxanne Hart vennero ingaggiati per interpretare i tre componenti della famiglia Mahoney.
Conrad Ricamora, interprete del personaggio di Oliver, ricorrente per le prime due stagioni, venne promosso a membro regolare del cast della terza stagione. Al termine del finale della seconda stagione, Lauren Vélez venne inclusa nel cast per lavorare in un ruolo ricorrente, definito come «sicuro di sé, accogliente, caldo e diplomatico». Agli esordi del mese di agosto viene ufficializzata anche la presenza di Esai Morales e Amy Madigan, seguita da quella della cantante Mary J. Blige.
Per la quarta stagione, Jimmy Smits venne ingaggiato nel ruolo del dottor Isaac Roa, mentre il marito di Viola Davis, Julius Tennon, ottenne un cameo. Nel mese di settembre 2017, Entertainment Weekly rivelò l'aggiunta nel cast di D. W. Moffett; Lolita Davidovich, chiamata a interpretare la madre di Laurel Sandrine, fu ufficialmente scritturata nel mese di gennaio 2018.
Poche settimane dopo il rinnovo della quinta stagione, venne annunciato che Rome Flynn, apparso in un cameo nell'ultimo episodio della quarta stagione, sarebbe entrato a far parte del cast principale della quinta stagione. Insieme a lui, anche Amirah Vann, che aveva coperto il ruolo di Tegan Price nella precedente stagione, venne promossa a membro regolare del cast. Il 30 luglio 2018, il premio Oscar Timothy Hutton venne anche ingaggiato come personaggio ricorrente.
Per quanto riguarda la sesta e ultima stagione della serie, Timothy Hutton abbandonò il cast principale, così come Karla Souza salvo poi quest'ultima ritornare in qualità di guest star a partire dal nono episodio. Marsha Stephanie Blake, recentemente salita alla ribalta per la sua interpretazione nell'acclamata miniserie When They See Us, ottenne il ruolo ricorrente di Vivian Maddox, madre di Gabriel ed ex moglie di Sam.

## Accoglienza

### Critica
Il programma ha ricevuto perlopiù critiche positive, riguardanti soprattutto l'interpretazione della protagonista Viola Davis. Sull'aggregatore di recensioni Rotten Tomatoes la prima stagione ha ottenuto una valutazione dell'86% sulla base di 57 recensioni e un commento riassuntivo che recita: «non concettualmente originale, ma capace di offrire emozioni grazie a colpi di scena melodrammatici e una trama accattivante». Su Metacritic la serie ha invece un punteggio di 68 su 100, basato sul parere di 30 critici.
Anche la seconda stagione è stata generalmente apprezzata dalla critica. Entertainment Weekly ha affermato che «con Viola Davis al comando la serie se la può cavare in qualunque modo», mentre Lesley Brock di Paste ne ha lodato la capacità di stravolgere la trama e i temi che essa va a trattare.
Entertainment Weekly ha dato al primo episodio della quarta stagione una valutazione pari a B; Kayla Kumari Upadhyaya, scrittrice per The A.V. Club ha conferito come voto un'A- allo stesso episodio, commentando: «È una première strana ma alla fine soddisfacente, che si distingue per mettere in scena un lento sviluppo dei personaggi piuttosto che una festa dell'omicidio.» Sia Ali Barthwell di Vulture che Meghan De Maria di Refinery29 hanno apprezzato la recitazione di Viola Davis, proclamandola per l'ennesima volta «collante che tiene insieme la serie».

### Ascolti
L'episodio pilota è stato seguito da oltre 14 milioni di telespettatori e da più di 20 considerando anche il DVR. Esso ha rappresentato inoltre un nuovo record: avendo infatti raggiunto la cifra di 6 milioni di telespettatori che ha guardato l'episodio in DVR ha superato il record fino ad allora detenuto dall'episodio pilota della serie The Blacklist. Nonostante abbia subito un lieve calo nel corso della prima stagione, la serie è riuscita comunque a mantenere una media finale di oltre 11 milioni di telespettatori.
Lo show ha comunque subito un notevole calo di ascolti in territorio nordamericano col progredire delle successive stagioni: ad esempio, il primo episodio della terza stagione ha attirato una media di 5.11 milioni di telespettatori con uno share del 1.4% nella fascia demografica dai 18 ai 49 anni, che hanno rappresentato un decremento rispettivamente del 39% e del 46% rispetto alla première della stagione precedente.

## Riconoscimenti
- 2014 – AFI Awards[52]
  - Programma TV dell'anno
- 2014 – TV Guide Awards
  - Candidatura come nuovo programma preferito
- 2015 – BET Awards[53]
  - Candidatura come miglior attrice a Viola Davis
- 2015 – Critics' Choice Television Award[54]
  - Candidatura come miglior attrice in una serie drammatica a Viola Davis
  - Candidatura come miglior attrice non protagonista in una serie drammatica a Cicely Tyson
- 2015 – EWwy Awards[55]
  - Candidatura come miglior serie drammatica
- 2015 – GALECA Awards[56]
  - Candidatura come dramma televisivo dell'anno
  - Candidatura come performance televisiva dell'anno - attrice a Viola Davis
- 2015 – GLAAD Media Awards[57]
  - Miglior serie drammatica
- 2015 – Golden Globe[58]
  - Candidatura come miglior attrice in una serie drammatica a Viola Davis
- 2015 – NAACP Image Award[59]
  - Miglior serie drammatica
  - Miglior attrice in una serie drammatica a Viola Davis
  - Miglior scrittore per una serie drammatica a Erika Green Swafford
  - Candidatura come miglior attrice non protagonista in una serie drammatica a Aja Naomi King
  - Candidatura come miglior attore non protagonista in una serie drammatica a Alfred Enoch
- 2015 – OFTA Television Awards[60]
  - Candidatura come miglior attrice in una serie drammatica a Viola Davis
- 2015 – People's Choice Awards[61]
  - Miglior attrice in una nuova serie televisiva drammatica a Viola Davis
  - Candidatura come miglior nuova serie televisiva drammatica
- 2015 – Premi Emmy[62]
  - Miglior attrice protagonista in una serie drammatica a Viola Davis
  - Candidatura come miglior attrice guest star in una serie drammatica a Cicely Tyson
- 2015 – Screen Actors Guild Award[63]
  - Miglior attrice in una serie drammatica a Viola Davis
- 2015 – TCA Awards[64]
  - Candidatura come risultato individuale in un dramma a Viola Davis
- 2016 – Artios Awards[65]
  - Candidatura come casting in una serie televisiva drammatica
- 2016 – Critics' Choice Television Awards[66]
  - Candidatura come miglior attrice in una serie drammatica a Viola Davis
- 2016 – Golden Globe[67]
  - Candidatura come miglior attrice in una serie drammatica a Viola Davis

- 2016 – NAACP Image Award[68]
  - Miglior attrice in una serie drammatica a Viola Davis
  - Candidatura come miglior serie drammatica
  - Candidatura come artista dell'anno a Viola Davis
  - Candidatura come miglior attrice non protagonista in una serie drammatica a Cicely Tyson
  - Candidatura come miglior attore non protagonista in una serie drammatica a Alfred Enoch
  - Candidatura come miglior scrittore per una serie drammatica a Erika Green Swafford e Doug Stockstill
- 2016 – People's Choice Awards[69]
  - Candidatura come Serie TV drammatica preferita
  - Candidatura come attrice preferita in una serie TV drammatica a Viola Davis
- 2016 – Screen Actors Guild Award[70]
  - Migliore attrice in una serie drammatica a Viola Davis
- 2016 – GLAAD Media Awards[71]
  - Candidatura come miglior serie drammatica
- 2016 – Gold Derby Awards[72]
  - Candidatura come miglior attrice in una serie drammatica a Viola Davis
  - Candidatura come miglior attrice guest in una serie drammatica a Famke Janssen
- 2016 – Premi Emmy[73]
  - Candidatura come miglior attrice protagonista in una serie drammatica a Viola Davis
- 2016 – Critics' Choice Awards[74]
  - Candidatura come miglior attrice in una serie drammatica a Viola Davis
- 2017 – Premi Emmy[75]
  - Candidatura come miglior attrice protagonista in una serie drammatica a Viola Davis
  - Candidatura come miglior attrice guest star in una serie drammatica a Cicely Tyson
- 2018 – Premi Emmy[76]
  - Candidatura come miglior attrice guest star in una serie drammatica a Cicely Tyson
- 2019 – Premi Emmy[77]
  - Candidatura come miglior attrice protagonista in una serie drammatica a Viola Davis
  - Candidatura come miglior attore guest star in una serie drammatica a Glynn Turman
  - Candidatura come miglior attrice guest star in una serie drammatica a Cicely Tyson
- 2020 – Premi Emmy
  - Candidatura come miglior attrice guest star in una serie drammatica a Cicely Tyson

## Controversie
L'8 luglio 2016 i primi tre episodi sono stati trasmessi per la prima volta in chiaro in Italia in prima serata su Rai 2. Gli episodi presentavano però delle censure riguardanti alcune scene di sessualità tra i due personaggi omosessuali Connor e Oliver. Ciò non è invece accaduto per le scene eterosessuali, tra cui una di sesso orale praticata da Nate ad Annalise. È rimasta anche parte della scena di sesso tra Michaela e il suo fidanzato.